# قرار مجلس الأمن التابع للأمم المتحدة رقم 407
قرار مجلس الأمن التابع للأمم المتحدة رقم 402، المعتمد في 25 مايو 1977، بعد التذكير بالقرار 402 (1976)، أشار المجلس بقلق استمرار المضايقات التي يتعرض لها شعب ليسوتو من قبل جنوب أفريقيا في انتهاك للقرار. وأقر أيضاً بالعبء الذي وضع على ليسوتو فيما يتعلق بقرارها عدم الاعتراف بانتتستان ترانسكي «المستقلة» من جنوب أفريقيا.
وأثنى المجلس على حكومة ليسوتو لقرارها عدم الاعتراف بترانسكي، وأيد تقرير البعثة إلى ليسوتو ودعوة الأمين العام كورت فالدهايم لتقديم المساعدة الدولية إلى ليسوتو. كما دعا القرار الأمين العام إلى مواصلة مراقبة الوضع والإبلاغ عن أي تطورات.
وقد اعتمد القرار بدون تصويت.